# Доналд Фейгън
Доналд Джей Фейгън (на английски: Donald Fagen) е американски музикант и автор на песни, най-добре познат като съоснователя (заедно с партньора си Уолтър Бекър) и главен вокалист на рок бандата Стийли Дан.
След първото разпадане на Стийли Дан през 1981 г., той започва дълговременна, макар спорадична, солова кариера през 1982 г. През неговите ръце преминават четири албума към днешна дата. Четвъртият албум, Sunken Condos, е издаден на 16 октомври 2012 г. През 1993 г. Фейгън и Бекър се събират отново и оттогава развиват концертна дейност и издават албуми като Стийли Дан.

## Биография
Фейгън е роден на 10 януари 1948 г. в Пъсейик, Ню Джърси. Баща му Джоузеф (Джери) Фейгън е счетоводител, а майка му Елинор е певица в горната част на щата Ню Йорк, в планините Кетскил.
Семейство Фейгън се мести от Пъсейик, първо в предградието Феър Лон през 1958, после бързо се измества и се заселва в къща тип ранчо в секцията Кендал Парк на Южен Брунсуик, Ню Джърси. Преходът силно разстройва Доналд, тъй като той е намразил живота в предградията. По-късно той си спомня в едно интервю, че „това беше като затвор. Мисля, че загубих вяра в преценката на моите родители ... Може би за първи път осъзнах, че имам свой собствен поглед над живота.“ Животът му в Кендал Парк, включително тийнейджърската му любов към радиопрограмите през късните вечери, което по-късно вдъхновява песни от албума The Nightfly.